# Serra de Cal Casanoves
La Serra de Cal Casanoves és una serra situada al municipi del Montmell (Baix Penedès), amb una elevació màxima de 652,9 metres.